# Bosnie-Herzégovine aux Jeux olympiques d'hiver de 2002
La Bosnie-Herzégovine était représentée par 2 skieurs alpins aux Jeux olympiques d'hiver de 2002 à Salt Lake City (États-Unis). La Bosnie participe pour la troisième aux Jeux olympiques si on ne compte pas ses participations avec la Yougoslavie.

## Ski alpin
Le skieur Tahir Bisić participe à trois épreuves mais finalement, l'équipe ne rapporte aucune place d'honneur.
| Athlète           | Discipline   | 1re manche    | 2e manche     | Total         | Total      |
| Athlète           | Discipline   | Temps         | Temps         | Temps         | Classement |
| ----------------- | ------------ | ------------- | ------------- | ------------- | ---------- |
| Tahir Bisić       | Slalom géant | 1 min 18 s 96 | 1 min 17 s 21 | 2 min 36 s 17 | 44         |
| Enis Bećirbegović | Slalom géant | 1 min 17 s 56 | DNF           | DNF           | –          |
| Tahir Bisić       | Slalom       | 57 s 55       | 1 min 00 s 17 | 1 min 57 s 72 | 29         |

Combiné
| Athlète     | Descente      | Slalom     | Slalom    | Total | Total      |
| Athlète     | Temps         | 1re Manche | 2e Manche | Total | Classement |
| ----------- | ------------- | ---------- | --------- | ----- | ---------- |
| Tahir Bisić | 1 min 48 s 68 | DNF        | –         | DNF   | –          |

- (en) Cet article est partiellement ou en totalité issu de l’article de Wikipédia en anglais intitulé « Bosnia and Herzegovina at the 2002 Winter Olympics » (voir la liste des auteurs).